# 832 Karin
832 Karin este un asteroid din centura principală, descoperit pe 20 septembrie 1916, de Max Wolf.

## Denumire
Planeta minoră este numită în onoarea lui Karin Månsdotter, care a fost amanta lui Eric al XIV-lea al Suediei și al Estoniei, în secolul al XVI-lea. În 1567, Erik s-a căsătorit cu Karin, dar a fost înlăturat de la tron din cauza acestei căsătorii morganatice.

## Caracteristici
832 Karin este un asteroid de tip S, cu diametrul de circa 19 km.
Asteroidul prezintă o orbită caracterizată de o semiaxă majoră egală 2,8671309 u.a. și de o excentricitate de 0,0798425, înclinată cu 1,00456° în raport ecliptica.

## Subfamilia Karin
Este membrul cel mai important al subfamiliei Karin. În prezent se crede că s-a format în urma unei coliziuni care datează de abia 5,8 milioane de ani.